# Gyöngyös tüskefarkú
A gyöngyös tüskefarkú (Margarornis squamiger) a madarak (Aves) osztályának verébalakúak (Passeriformes) rendjébe és a fazekasmadár-félék (Furnariidae) családjába tartozó faj.

## Rendszerezése
A fajt Alcide d’Orbigny és Frédéric de Lafresnaye írták le 1838-ban, az Anabates nembe Anabates squamiger néven.

## Alfajai
- Margarornis squamiger perlatus (Lesson, 1844)
- Margarornis squamiger peruvianus Cory, 1913
- Margarornis squamiger squamiger (Orbigny & Lafresnaye, 1838)[2]

## Előfordulása
Dél-Amerikában az Andokban, Argentína, Bolívia, Kolumbia, Ecuador, Peru és Venezuela területén honos.
Természetes élőhelyei a szubtrópusi és trópusi hegyi esőerdők. Állandó, nem vonuló faj.

## Megjelenése
Testhossza 16 centiméter, testtömege 14–19 gramm. Feje világosbarna, fehér szemöldök sávja van. Háta és farka vörösesbarna, hasa barna, gyöngyszerű fehér mintázattal.
|  |

## Életmódja
Kisebb csapatban a fák ágai között keresi rovarokból és pókokból álló táplálékát. Tüskében végződő farkát támaszkodásra is használja.

## Szaporodása
Ágak tövébe készíti gömb alakú fészkét, oldalsó bejárattal.

## Természetvédelmi helyzete
Az elterjedési területe rendkívül nagy, egyedszáma pedig stabil. A Természetvédelmi Világszövetség Vörös listáján nem fenyegetett fajként szerepel.